# スニール・ガヴァスカール
スニール・マノハル・ガヴァスカール（英: Sunil Manohar Gavaskar 、1949年7月10日 - ）は、インド・テランガーナ州出身の元プロクリケット選手。元インド代表。ポジションはバッツマン。
クリケットの歴史の中でも世界屈指のバッツマンであり、サチン・テンドルカール、カピル・デヴ、ヴィラット・コーリなどと並びインドを代表する選手である。